# Institut Ricci de Taipei
L’Institut Ricci de Taipei (IRT, chinois simplifié : 台北利氏学社 ; chinois traditionnel : 台北利氏學社 ; pinyin : Táiběi Lìshì Xuéshè) a été fondé en 1966 par le père Yves Raguin (1912-1998) et des confrères jésuites sinologues. Il est maintenant l’éditeur de la revue électronique et papier Renlai. Il prenait la suite du bureau sinologique de l’université Aurore de Shanghai, lancé en 1892 par des jésuites français pour travailler sur la langue et les religions chinoises. Le bureau animait une collection de livres, les « variétés sinologiques », dont l’IRT conserve encore aujourd’hui la direction éditoriale.

## Œuvres
L’IRT avait au départ deux buts :
- terminer la préparation et la publication du Grand Ricci ou « Dictionnaire Ricci de la langue chinoise », œuvre débutée en 1950. Le Dictionnaire a finalement été publié en 2002 : il comprend sept volumes, neuf mille pages, plus de 300 000 définitions ; il est reconnu comme le dictionnaire chinois-langue étrangère le plus complet au monde ;
- conduire des études de spiritualité comparée, avec un intérêt spécial pour le taoïsme et le bouddhisme chinois. Yves Raguin a publié une vingtaine d’ouvrages sur ce sujet[3].

En 1996, Benoît Vermander, s.j. succédait à Yves Raguin à la direction de l’Institut. L’interaction avec la Chine continentale, la redéfinition des tâches de l’Institut, la recherche de moyens financiers élargis ont permis de mener à bien les tâches suivantes :
- publication du Grand Ricci, lancement du projet de dictionnaire perpétuel, préparation d’une édition abrégée en Chine continentale ;
- organisation de sept colloques en Chine continentale, notamment à Chengdu en partenariat avec l’Académie des sciences sociales du Sichuan, sur des sujets tels que « environnement et développement », « art et spiritualité », « Le concept d’Harmonie en Orient et en Occident », « la gestion des conflits dans les établissements scolaires »... ;
- publication d’une vingtaine d’ouvrages. Parmi eux, une collection de douze volumes des premiers écrits chrétiens chinois (1583-1800)[4], des écrits de médecine traditionnelle, des traités anciens sur les conditions à remplir pour mener la guerre ou chercher la paix... ;
- la création d’une école primaire modèle dans un village d’une minorité ethnique du Sichuan (les Yi), à 2 700 mètres d’altitude, projet amplifié avec le lancement de travaux d’hydraulique et de formations agricoles et artisanales[5] ;
- divers projets de recherche sur la langue de cette minorité du Sichuan et certaines langues aborigènes de Taiwan, soutien à des étudiants-chercheurs.

L’Institut s’est recentré depuis dix ans vers la tâche suivante : nourrir le dialogue et la réflexion au travers desquels la Chine peut devenir un partenaire actif, reconnu et responsable de la mondialisation et d’un développement intégral de l’homme. « Diversité culturelle », « développement durable » et « cheminement spirituel » sont les trois axes autour desquels il développe une réflexion autour des défis et des apports présents de la Chine.

## Publications de l'IRT

### Renlai
La revue Renlai (chinois simplifié : 人籁 ; chinois traditionnel : 人籟 ; pinyin : Rénlài, « la flûte — ou la voix — humaine », une expression chinoise qui remonte au traité taoïste Zhuangzi) est un mensuel en langue chinoise (108 pages, grand format), publié à partir de Taipei depuis janvier 2004, sur des sujets sociaux, spirituels et culturels. Éditée par l’Institut Ricci de Taipei, la revue est publiée en partenariat avec la revue jésuite française Études. La revue a également lancé une version internet eRenlai disponible en anglais, chinois traditionnel et chinois simplifié.
Renlai et eRenlai portent une attention particulière aux questions de développement durable, diversité culturelle et mobilisation des ressources spirituelles en monde chinois.